# A New Day Yesterday
A New Day Yesterday è il primo album in studio del musicista blues rock statunitense Joe Bonamassa, pubblicato nel 2000.

## Tracce
1. Cradle Rock (Rory Gallagher cover) – 3:50
2. Walk in My Shadows (Free cover) – 3:27
3. A New Day Yesterday (Jethro Tull cover) – 4:45
4. I Know Where I Belong – 5:38
5. Miss You, Hate You (rock radio remix) – 3:39
6. Nuthin' I Wouldn't Do (For A Woman Like You) (Al Kooper cover) – 5:10
7. Colour and Shape – 5:03
8. Headaches to Heartbreaks – 4:56
9. Trouble Waiting – 3:25
10. If Heartaches Were Nickels (Warren Haynes cover) – 7:51
11. Current Situation – 3:35
12. Don't Burn Down That Bridge (Albert King cover) – 4:21
13. Miss You, Hate You (original full-length version bonus track) – 6:04

## Formazione
- Joe Bonamassa - voce, chitarra
- Creamo Liss - basso
- Tony Cintron - batteria